# Excel Saga
Excel Saga (エクセル・サーガ Ekuseru Sāga?) es una serie de manga escrita e ilustrada por Koshi Rikudo. El manga se centra en la vida de los personajes principales mostrando una sátira de la vida y la cultura de Japón: Rikudo basa Excel Saga en una de sus primeras historias dōjinshi, Municipal Force Daitenzin como una forma de "desahogo" ante los problemas económicos en la misma época en que estaba creando el personaje de Excel. El anime, en cambio, usa más sátiras, y gags basados en autoreferenciales (representaciones animadas de Rikudou, Watanabe y otros miembros del equipo de producción), y otras series famosas en Japón, como Super Sentai, Space Battleship Yamato, y El puño de la estrella del norte.
La aceptación de Excel Saga por la crítica fue mayoritariamente positiva, sin embargo, varios editores se mostraron insatisfechos con los episodios cercanos al final de la serie, y algunos censuraron la serie por su constantes referencias a los aspectos oscuros de la cultura japonesa. Animax transmitió el anime en Latinoamérica sin censura a partir de junio del 2007 hasta el año 2009.

## Argumento
Tanto el manga como el anime son comedias absurdas que muestran los intentos de la "organización secreta ideológica" ACROSS de conquistar la ciudad de Fukuoka (en el anime se le nombra sólo ciudad F) como el primer paso para la dominación mundial y librarlo de la corrupción. Excel es aparentemente la única miembro importante dentro de la organización ACROSS y cuyo rango sólo es superado por el enigmático líder Il Palazzo (y en algunas escenas por objetos inanimados); sin embargo, Excel posee el apoyo de su oficial, Hyatt, siendo su acompañante en muchas ocasiones. En ambas historias, la ciudad es defendida por una agencia encubierta del gobierno liderada por el Dr. Kabapu, quien debe detener la amenaza de ACROSS.

## Personajes

### ACROSS
La Organización para la Promoción de los [Supremos e Ideológicos] Ideales [sobre la Tierra], en el anime y manga, se muestran los intentos de ACROSS para conquistar el mundo, como una "organización secretamente ideológica". Su líder, Lord Il Palazzo, planea comenzar con una ciudad, Fukuoka (Fukuoka), siendo denominado así en el manga, y como "la ciudad F, de la prefectura F" en el anime. Él justifica su estrategia en que conquistando una ciudad permitirá demostrar su poder, y mostrar al mundo de que no están listos para la unificación inmediata.
- Excel es la hiperactiva protagonista de la serie, quien siempre realiza sus trabajos con más corazón que cabeza. Su misión es promover la conquista de la ciudad de parte de ACROSS, pero su deseo personal es ganar el afecto y confianza de Ilpalazzo. A pesar de ser la funcionaria más antigua, ella se encuentra con frecuencia fuera de contexto. En el manga, poco a poco se aleja de esta personalidad, cambiando de ser entusiasta, fantasiosa y energética a ser mezquina, irónica, determinada y esforzada. En el manga es reemplazada por un tiempo por Ropponmatsu I sin que sus compañeras se enteren del cambio.

- Il Palazzo: En contraste de Excel, es frío, reservado y calculador, pero posee claramente problemas mentales: con frecuencia sufre pérdida de la memoria, escucha voces, y algunas veces sufre de trastornos de personalidad. Él muestra muy poca paciencia con Excel, frecuentemente arriesgando su seguridad personal. De acuerdo con el profesor Kabapu él es el responsable de la desaparición de la antigua ciudad de solaria. Casi nunca sale del cuartel general de ACROSS, excepto en las ocasiones en que uso la tecnología de Solaria para teletransportarse y salvar a Excel, Hyatt o a Elgala.

- Hyatt: Mujer contratada como segundo agente por Il Palazzo. Muy prudente y frágil, posee el hábito de tanto morir como revivir de una forma rápida e imposible. A pesar de esta limitación, ella se convierte en la agente favorita de Ilpalazzo, pero Hyatt se muestra inconsciente de su estado, no da mucha ayuda a Excel por su enfermedad y mantiene una relación entre jefe y secuaz. En el anime ella llega a la tierra en una nave espacial, pero en el manga se une a ACROSS al responder a un anuncio de trabajo en el periódico. Al avanzar en la historia del manga se revela que es en realidad una francotiradora de élite.

- Menchi: Mascota de las agentes y una "fuente de comida en casos de emergencia". Aunque Excel y Hyatt a veces declaran "un estado de emergencia" y tienen a Menchi como carne, ellas nunca se la comen. Menchi significa "carne picada".

- Elgala: Tercer agente con la que Excel tiene constantes disputas debido a su carácter despreocupado e "irrespetuoso" (según la manera de pensar de Excel), por sus excesivos gastos y por su particular "manía" de comentar sus pensamientos en voz alta (aparece sólo en el manga). Es una experta en lucha con espadas, aunque nunca ha tenido la oportinidad de demostrarlo.

### Departamento de Seguridad Ciudadana
En forma paralela a ACROSS, existe el Departamento de Seguridad Ciudadana a cargo de Kabapu. Kabapu ocupa una posición de bastante poder dentro de la orgánica social en la ciudad, posee varias formas de imponer sus políticas según sus deseos. A pesar de su poder, él es objeto de varias burlas entre sus subordinados por su apariencia, gestos y por su falta de coherencia entre su vida y las leyes que él dicta. Es por esto que informa a seis miembros de su departamento que asumirán el rol de Daitenzin, una fuerza de policías enmascarados tipo sentai. Los miembros del departamento de seguridad ciudadana se unieron a este realizando un examen para acceder a cargos públicos.
Toru Watanabe:
Un hombre alto de cabello oscuro y de veintitantos años, vecino de Excel y Hyatt, y cercano a Norikuni Iwata y Daimaru Sumiyoshi, cuya compañía detesta al principio. Está enamorada de Hyatt, aunque este la conoce como la señorita Ayasugi. Durante un tiempo vivió junto con Hyatt en el mismo departamento hasta que esta fue rescatada por Ilpalazzo, desde ese momento pasa por una crisis que altera considerablemente su personalidad.
Daimaru Sumiyoshi:
Sumiyoshi es la voz de la razón y el entendimiento en el Departamento, aunque sea generalmente el blanco de bromas de la oficina. Su aspecto más notable es que puede comunicarse por texto flotando en el aire, lo cual es opuesto a los globos de texto del resto de los personajes en el manga, y al diálogo común en el anime. Se comunica con un acento Okayama en el manga y con dialecto Kansai en el anime. El manga muestra el hobby más característico de Sumiyoshi: documentar todos los juegos de citas amorosas en su complejo sistema de computadora. Tiene una hermana menor llamada Kanal que no guarda ningún parecido físico con el aunque habla de la mima forma que Sumiyoshi.
Misaki Matsuya:
Recluta atractiva e inteligente, Matsuya es pragmática e independiente. Es una gran luchadora se menciona que ostenta el récord regional de natación en estilo mariposa. Aunque constantemente rechaza a Iwata en el fondo se preocupa por el. Es una de los pocos personaje cuya edad se menciona en el manga, tiene 22 años.
Norikuni Iwata
Descarado, egocéntrico y abiertamente enamorado de Matsuya y de Ropponmatsu I, Iwata es odiado y tolerado por sus vecinos y compañeros de trabajo. Posee una tendencia a hacer declaraciones inapropiadas a las mujeres, y su rivalidad con Ropponmatsu Unidad II generalmente lo lleva a ser físicamente acosado. En el volumen ocho del manga, Iwata muere repentinamente de cáncer de colon pero es resucitado a través de su cerebro, con un cuerpo androide creado por el Dr Shioji. Debido a que su cuerpo, como el de Ropponmatsu I y II, son productos de la tecnología de Solaria, él fue capaz de transportar su conciencia a los cuerpos de Ropponmatsu I y II.
Profesor Kabapu
Un hombre alto con un peinado muy extraño y un bigote gigante. Kabapu, junto con Ilpalazzo, es el último superviviente de la civilización de solaria, se ha mantenido en estado de animación suspendida durante la mayor parte del tiempo hasta la época en que empieza a construir su "imperio" para controlar la ciudad de Fukuoka.
Ropponmatsu I (Ichishki):
Es una robot creada por el padre del Dr Shioji, y perfeccionada por el mismo. Tiene una personalidad fría debido a que carece de dispositivos especializados en interacción social y tiene un enorme peso corporal. Su cuerpo es muy resistente, y es de entre los dos modelos de Ropponmatsu la mejor adaptada para el combate. Su fuente de energía es el Núcleo o "corazón" que debe compartir con el segundo modelo de Ropponmatsu. En el manga es secuestrada y modificada por Ilpalazzo por lo que tomo la apariencia de Excel y la reemplaza en la organización de ACROSS, Elgala y Hyatt se refieren a ella como la presidenta Excel.
Ropponmatsu II (Nishiki):
Es el segundo modelo de Ropponmatsu creada por el doctor Shioji, tiene la apariencia de una niña con unos sensores en la cabeza que parecen dos orejas de gato. Al no contener tantos dispositivos como el primer modelo su cuerpo es mucho más liviano, aunque posee un cable en la parte trasera de la cabeza que le sirve para conectarse a los aparatos electrónicos y así adquirir nuevas habilidades. Su personalidad es infantil y esta en constante disputa con Iwata.

### Otros personajes
Gojo Shiouji:
Es un científico con grandes conocimientos en varias ramas de investigación científica, es el creador del segundo modelo de Ropponmatsu, del cuerpo robótico de Iwata y de los trajes que utilizan los miembros del departamento de seguridad ciudadana. Es bastante egocéntrico y se refiere a sí mismo como un genio, aunque no tiene problema en admitir que es superado intelectualmente por su padre.
Miwa Shiouji:
Es la madre de Gojo Shiouji, es una científica y su campo de estudio principal es la bioingeniería genética. En el pasado era una persona amable y agradable, pero debido a la desaparición de su esposo, Tenmangu Shiouji, sufrió una severa depresión que alteró su personalidad y encaneció su cabello, luego de recuperarse se transformó en una mujer muy extravagante y extrovertida.
Umi Rengaya:
Es la prima del Dr Gojo Shiouji, del que esta secretamente enamorada. Trabaja como asistente del Dr Shiouji. Es una persona desmesuradamente torpe, ya que no pasa ni un solo día sin romper platos o tasas, además suele vestir ropa provocativa y cosplays que compra de internet con la intención de agradar al Dr Shiouji.
Aparte de los personajes ya mencionados, y que aparecen en la historia original del manga, en el anime se agrega otra historia más, en donde aparecen Nabeshin y la Gran Voluntad del Macrocosmos; ellos dos tienen el poder de alterar la historia del tiempo y llegan a desarrollar sus propias historias paralelas dentro de la serie.
Otros personajes adicionales en la serie, son el Señor Pedro, un inmigrante latino (específicamente colombiano) que falleció tras un incendio en un edificio en construcción; los "Puchūs", una raza de alienígenas que buscan también la conquista de la Tierra; Gómez, rival en el trabajo y en al amor del señor Pedro; y Koshi Rikudo, que aparece en el primer episodio, y en las introducciones de los demás. Aparecen también la familia del señor Pedro, quienes protagonizan una historia paralela a ACROSS y la Ciudad F junto con el señor Pedro, la Gran Voluntad del Macrocosmos, Nabeshin y Gómez (quien en realidad resulta ser Aquel Hombre) a lo largo de la gran mayoría de episodios.

## Adaptaciones

### Manga
El manga comenzó a ser publicado en Japón a mediados de la década de 1990 en la revista Young King OURs, de la empresa Shōnen Gahōsha, y en julio de 2007 ya poseía 17 volúmenes publicados.

#### Orígenes y fuentes
Rikudou acató que Excel Saga, el manga, proviene del dōjinshi Fuerzas Municipales Daitenjin, el cual había iniciado cuando era estudiante. Una motivación para cambiar a Excel Saga fue un deseo de desarrollar mejor la historia y los personajes de Excel, lo cual no pudo hacer debido a la temática de Daitenjin. Otra motivación fue el estado de la economía mundial en esa época, la cual describió como "deprimida, con un panorama pesimista de la vida". Él escribió Excel Saga como una forma de "reírse de aquella visión..". El manga fue dibujado para presentar los aspectos más comunes de la vida en Japón desde problemas de gran alcance como el mercado laboral, el estado de la salud pública, corrupción política y la igualdad de género; a temas más mundanos como las relaciones de oficina, el espectáculo japonés del hanami (ver cerezos en flor) y la recolección ciudadana de la basura.
Rikudou además hace varias referencias a su ciudad natal de Fukuoka basándose en un dicho local "aquí y allí", y el nombre de varios de sus personajes son de lugares o áreas en la ciudad. Los nombres de los integrantes del grupo de Daitenjin son tomados de varias tiendas que se ubican en los suburbios de Fukuoka, y los apellidos provienen de los vecindarios de la ciudad.
El personaje de Elgala es nombrado por el Hall Elgala de Fukuoka, y ACROSS proviene del edificio de ACROS que se encuentra en la ciudad. En contraste, Kabapu no es el nombre de un lugar, pero fue la mascota de la Exposición del Asia-Pacífico en 1989, siendo la ciudad de Fukuoka el centro de las celebraciones del centenario de la era Meiji de la ciudad.
| Título        | Publicante      | ISBN               | Fecha de publicación |
| ------------- | --------------- | ------------------ | -------------------- |
| Excel Saga 1  | Young King OURs | ISBN 4-7859-1565-X | abril de 1997        |
| Excel Saga 2  | Young King OURs | ISBN 4-7859-1811-X | diciembre de 1997    |
| Excel Saga 3  | Young King OURs | ISBN 4-7859-1854-3 | julio de 1998        |
| Excel Saga 4  | Young King OURs | ISBN 4-7859-1884-5 | diciembre de 1998    |
| Excel Saga 5  | Young King OURs | ISBN 4-7859-1941-8 | septiembre de 1999   |
| Excel Saga 6  | Young King OURs | ISBN 4-7859-1993-0 | mayo de 2000         |
| Excel Saga 7  | Young King OURs | ISBN 4-7859-2065-3 | febrero de 2001      |
| Excel Saga 8  | Young King OURs | ISBN 4-7859-2126-9 | septiembre de 2001   |
| Excel Saga 9  | Young King OURs | ISBN 4-7859-2205-2 | junio de 2002        |
| Excel Saga 10 | Young King OURs | ISBN 4-7859-2268-0 | octubre de 2002      |
| Excel Saga 11 | Young King OURs | ISBN 4-7859-2367-9 | octubre de 2003      |
| Excel Saga 12 | Young King OURs | ISBN 4-7859-2427-6 | junio de 2004        |
| Excel Saga 13 | Young King OURs | ISBN 4-7859-2496-9 | diciembre de 2004    |
| Excel Saga 14 | Young King OURs | ISBN 4-7859-2546-9 | junio de 2005        |
| Excel Saga 15 | Young King OURs | ISBN 4-7859-2598-1 | diciembre de 2005    |
| Excel Saga 16 | Young King OURs | ISBN 4-7859-2663-5 | julio de 2006        |
| Excel Saga 17 | Young King OURs | ISBN 4-7859-2742-9 | enero de 2007        |

### Anime
Según Rikudou, Victor Entertainment solicitó a Shonen Gahosha la adaptación de Excel Saga en un anime, y ambas compañías se acercaron a él. Fue realizada por J.C.Staff, siendo producida por Victor Entertainment. TV Tokyo presentó la serie, comenzando el 7 de octubre de 1999, los jueves a la 1:45 (UTC+9:00).
En Latinoamérica, fue estrenada el 6 de julio de 2007 por la cadena de televisión Animax con doblaje hecho en Venezuela en el estudio M&M Studios. En España fue emitida en algunas cadenas y distribuida en DVD por Selecta Visión en 2002.

### Episodio 26
Aunque la serie posee 26 episodios, el último episodio nunca se transmitió en Japón debido a la enorme cantidad de escenas subidas de tono. El episodio en sí contiene escenas de violencia, sangre, sufrimiento, nudismo, lesbianismo, aparente pedofilia (Coset resulta tener órganos genitales muy desarrollados), soapland, agresión a menores y lolicon (Coset desnuda).
El "Opening" del episodio era totalmente diferente a los demás, la escena donde Hyatt y Excel cantan en un baño y en la calle, estaban desnudas y otra escena donde la cara de Hyatt se admira 3 veces seguidas, cada uno presenta un diferente nivel de sangre en el rostro.
El Ending del episodio, cambia totalmente al original donde esta vez es Menchi quien traduce lo que la chica dice a "lenguaje perruno". La chica que traduce a Menchi aparece en 4, con un collar de perro y canta en su lugar, incluso se ve que al final la capturan para cocinarla.

#### Música
- Opening:

Título: "Amor (Lealtad)" (愛（忠誠心) Ai (Chūseishin)?)
Interpretado por: Excel Girls
Letra: Shinichi Watanabe
- Ending:

Título: "Bolero de dolor de Menchi" (メンチ・哀愁のボレロ～食すのね Menchi no Aishū no Borero?)
Interpretado por: Excel Girls
Letra: Shinichi Watanabe
- Banda Sonora Original:

Título: Excel Saga Original Soundtrack
Compuesta por Toshio Masuda
La canción de clausura muestra a Menchi sola en un escenario, cantando (con ladridos) una canción melancólica sobre su futuro en la olla mientras una traductora recita los versos traducidos al japonés. Al final del vídeo, Menchi es capturada supuestamente para ser cocinada.

## Curiosidades
- Excel Saga ha sido presentada como la segunda serie anime que ha presentado su propio manga y creador dentro de la serie. La primera es Love Hina, en el especial de Navidad donde el creador aparece y ayuda a Mitsune y Shinobu para recolectar dinero mientras venden sus propias mangas.

- Muchos han caracterizado a Excel Saga como una serie única donde hasta lo más imposible se consigue, aparentemente se caracteriza como una serie de tipo : Sucesos sin sentido. Y para muchos, Excel Saga solo posee esta categoría.

- En el anime se hacen muchas alusiones a Colombia, siendo este el país natal del Señor Pedro tal y como se ve en el episodio "La vuelta al mundo en 80 horas"; además, la batalla final entre Aquel Hombre (o Ese Sujeto) y el Señor Pedro se desarrolla en las ruinas de la ciudad de Bogotá (Capital de Colombia) tal y como lo explican antes de iniciar la batalla. Se especula que en el episodio número 3, la guerrilla que secuestra a Excel es en realidad la guerrilla colombiana, ya que se hacen varias alusiones que la ubican en la parte Norte de Suramérica y se nombra la capital colombiana, pero no dan nunca una ubicación exacta; además, al final del episodio se ve claramente que Excel se encontraba, ilógicamente, en medio de una gigantesca selva en el centro de la Ciudad F.

### Diferencias
Aparte de la presencia o ausencia de ciertos personajes, las circunstancias de muchos otros difiere marcadamente entre el anime y el manga. Por ejemplo, en el segundo episodio del anime se presenta a Hyatt como una princesa de Marte y relacionada con los Puchuus y Nabeshin, haciendo que su llegada a ACROSS sea casi un accidente; el volumen uno del manga, sin embargo, muestra que ella fue contratada luego de enviar un currículum y ser entrevistada por Ilpalazzo. Ambas publicaciones poseen también diferencias en la organización de ACROSS y los Ropponmatsus. Ilpalazzo y sus seguidores son todo lo que hay en ACROSS (que se conozca hasta la fecha), pero en el anime ellos sólo forman una parte de la organización: abajo de ellos están los Cuarteles, incluyendo a Ese Hombre y los miembros de ACROSS Six. Finalmente los Ropponmatsus están representados en el anime como entidades distintas que trabajan juntas, pero en el manga se indica como una sola que se activa en cualquier tiempo y compartiendo un solo núcleo llamado "Núcleo Ropponmatsu".